# Sulídeos
Os sulídeos (do latim científico Sulidae) constituem uma família de aves sulififormes (antes pelecaniformes), que compreende 3 géneros e 10 espécies de aves marinhas conhecidas como alcatraz, atobá ou ganso-patola. Os sulídeos têm distribuição geográfica vasta, podendo ser encontrados em todos os oceanos, excepto na região da Antártida.

## Descrição
Os atobás são aves de médio a grande porte, com 64 a 100 centímetros de comprimento e peso de até 3,6 quilogramas. Algumas espécies apresentam dimorfismo sexual, sendo as fémeas maiores e mais pesadas que os machos. A plumagem é muito variável de espécie para espécie, mas geralmente é em tons de castanho e preto, sendo branca na zona ventral. As asas são longas e adaptadas a longos voos e posicionadas na metade posterior do corpo. O bico tem forma cónica e bordos serrados. 
Os adultos não têm penas na zona da face e garganta, que pode ser muito colorida, tal como as patas, em tons de azul, encarnado ou laranja. Os olhos estão localizados na frente da cara, o que confere visão binocular aos atobás. As patas estão localizadas na metade posterior do corpo e terminam em pés totipalmados (que assentam na totalidade no solo), com dedos unidos por membrana interdigital. Os atobás são aves marinhas piscívoras que se alimentam de carapaus, sardinhas, anchovas e outros pequenos peixes oceânicos.
Os atobás procriam em colónias mistas, junto com outras espécies de aves marinhas, frequentemente fragatas e/ou cormorões. As colónias podem localizar-se em linhas de costa ou ilhas oceânicas isoladas. Os atobás formam casais monogâmicos na época de reprodução, mas a escolha de par e local de nidificação varia de ano para ano. Após um ritual de acasalamento elaborado, destinado sobretudo a assegurar o território do casal a partes terceiras, os ovos são incubados por 42-55 dias. Os juvenis nascem totalmente dependentes dos progenitores e permanecem no ninho durante 14 a 22 semanas, após o que continuam a receber cuidados parentais por mais nove meses. A maturidade sexual e plumagem adulta são adquiridas entre os 2 e os 6 anos de vida. Os atobás podem viver entre 10 e 20 anos. 
Nas zonas tropicais, os atobás podem ser caçados pelos ovos, penas e carne e explorados comercialmente como fonte de guano, especialmente no Peru. A União Internacional para a Conservação da Natureza (IUCN) lista duas espécies de sulídeos: o atobá-de-abbott (Papasula abbotti), em perigo crítico de extinção, e o atobá-do-cabo (Morus capensis), como vulnerável. 
Na taxonomia de Sibley-Ahlquist, baseada em estudos de DNA, os sulídeos são reposicionados na ordem Ciconiiformes. Os primeiros fósseis atribuídos ao grupo são: Sula ronzoni, que surge em formações geológicas do Oligocénico de França; e o Morus magnus, do Miocénico superior da Califórnia. 
Os diversos géneros de sulídeos distinguem-se por critérios osteológicos e estão presentes, enquanto linhagens distintas, desde o Miocénico.

## Espécies
- Género Morus Linnaeus, 1753
  - Morus capensis — Atobá-do-cabo
  - Morus serrator — Atobá-australiano
  - Morus bassanus — Ganso-patola
- Género Sula Brisson, 1760
  - Sula sula — Atobá-de-patas-vermelhas
  - Sula leucogaster — Atobá-pardo
  - Sula dactylatra — Atobá-grande ou Atobá-mascarado
  - Sula nebouxii — Ganso-patola-de-pés-azuis
  - Sula granti — Atobá-de-nazca
  - Sula variegata — Atobá-peruano
- Género Papasula Olson e Warheit, 1988
  - Papasula abbotti — Atobá-de-abbott